# Belén Pajares Ribas
Belén Pajares Ribas (Barcelona, 1964) és una política catalana, diputada al Parlament de Catalunya enb la VII i VIII legislatures.
Diplomada en ciències empresarials i tècnica en activitats i empreses turístiques. És apoderada de banca. Tresorera de Dones per la Democràcia, ha estat secretària (1998-2000) i presidenta (2000-2003) del Comitè Electoral del Partit Popular de Catalunya (PPC). Ha estat escollida diputada a les eleccions al Parlament de Catalunya de 2003 i 2006 i és membre de la Comissió Mixta de Valoracions Estat-Generalitat de Catalunya.
A les eleccions municipals espanyoles de 2011 i 2015 fou elegida regidora de l'ajuntament de Barcelona adscrita al districte de Gràcia i és consellera del Consell Comarcal del Barcelonès.